# Prosciurillus leucomus
Prosciurillus leucomus är en däggdjursart som först beskrevs av Müller och Hermann Schlegel 1844.  Prosciurillus leucomus ingår i släktet Prosciurillus och familjen ekorrar. IUCN kategoriserar arten globalt som otillräckligt studerad. Inga underarter finns listade i Catalogue of Life. Wilson & Reeder (2005) skiljer mellan fyra underarter.
Arten förekommer på Sulawesi och på några mindre öar i samma region. Den föredrar städsegröna skogar i låga bergstrakter och hittas även i andra skogar. Prosciurillus leucomus är ganska sällsynt.
Denna ekorre blir 16,5 till 18,8 cm lång (huvud och bål) och har en 14 till 19 cm lång svans. Pälsens färg varierar något mellan de olika populationerna. Den har olivbrun grundfärg på ovansidan och ibland förekommer orange, ljusbruna eller svarta prickar. På undersidan är pälsen vanligen ockra till orangebrun. Kännetecknande är svarta tofsar på öronen och ljusgråa till vita fläckar bakom öronen. Svansen har otydliga ringar i svartaktig och ljusbrun samt en svart spets. Hos honor förekommer tre par spenar.